# 현장실증
현장실증이란 기술 불확실성을 줄이고, 안정성을 높이기 위한 실증의 일환으로, 제품이나 기술, 서비스가 구현되는 현장에 이를 직접 검증하는 것을 뜻한다. 현장실증은 시제품 및 기술의 현장 적용성 또는 기능 구현성 여부를 확인하는 과정에서 기술적 요인 외에 제도나 사회적 요인을 확인할 수 있다는 특징이 있다.
성공적인 기술 사업화를 위해서는 논문이나 특허로 정리된 기술의 스케일업(scale-up)도 중요하지만, 실제 사용 환경에서 적용 가능성을 검증하는 실증 수행이 매우 중요해짐에 따라 다양한 산업에서 현장실증을 도입하고 있다.